# Szahrestan (dystrykt)
Szahrestan – powiat w prowincji Dajkondi (Afganistan), do 2004 roku w Oruzgan. Stolica powiatu znajduje się w Khadir. Liczba ludności powiatu wynosi około 72450 osób.